# Pseudogoesella
Pseudogoesella es un género de foraminífero bentónico considerado un sinónimo posterior de Pseudochrysalidina de la familia Chrysalidinidae, de la superfamilia Textularioidea, del suborden Textulariina y del orden Textulariida. Su especie tipo era Pseudogoesella cubana. Su rango cronoestratigráfico abarcaba el Eoceno.

## Clasificación
Pseudogoesella incluía a la siguiente especie:
- Pseudogoesella cubana